# 八間堀悪水路
八間堀悪水路（はっけんぼりあくすいろ）は、埼玉県春日部市および北葛飾郡松伏町を流れる河川である。

## 概要
この八間堀悪水路は春日部市では八間堀（はっけんぼり）とも称されている。利根川水系中川の右岸側（西方）に並行し流下する流路を持つ。春日部市および北葛飾郡松伏町を流下しており、春日部市内の上流部では主として市街地の中を流下し、宅地や工業団地などを流下する。（一部では水田や畑などの農地も所在している。）その後、春日部市赤沼では水田などの農地となる。春日部市赤沼と北葛飾郡松伏町大字大川戸の境界付近では集落周辺を流下する。まつぶし緑の丘公園付近より下流域は一部で集落付近を流下する他は、水田を中心とする農地となっている。このため、春日部市内の上流域では都市排水路として、北葛飾郡松伏町内では農業排水路として用いられている。なお、流路の詳細に関しては下記の流路節を参照されたい。
流入河川
- 松伏総合公園方面からの水路

## 流路
- 春日部市藤塚の東部（字野口・字新川）を中川の西方に並行し南方・南南東方へと流下する。
- 藤塚（西側）と六軒町（東側）の境界を南南東へと流下し、やがて両岸とも六軒町となる。
- 再び六軒町（西側）と藤塚（東側）の境界を南東へと向かい流下する。
- 銚子口の北部（豊野中学校の北東側など）を南東へと流下し、豊野町2丁目・豊野町3丁目の北部を南東に向かい流下する。途中、越谷春日部バイパスを東側へと横断する。
- 豊野町3丁目（北側）と赤沼（南側）の境界の赤沼側にて水量のほとんどは赤沼ポンプ場を経て東側を並行して流下している中川へ放水される。この放水口の中川対岸（中川左岸）には承水溝の中川流入地点が所在している。八間堀悪水路の本流（流路）は中川の右岸（西側）に並行し赤沼の北部を南東へと流下する。
- 中川橋梁「倉田橋」の上流側付近にて中川への放水路が設けられており、流下してきた水流は中川へと放水される。八間堀悪水路本流はこの付近より徐々に中川から離れ、春日部市赤沼（西側）と北葛飾郡松伏町大字大川戸（東側）の境界を南東方・南方・南西方へと曲流しながら流下する。（一部では春日部市赤沼側を流下する。）
- 野田岩槻線を南へと横断したのち、春日部市赤沼を春日部松伏線の東側に沿い南へと流下する。約200m程流下した地点にて東へと流路を変え、北葛飾郡松伏町大字大川戸を流下しまつぶし緑の丘公園の西側へと至る。
- まつぶし緑の丘公園を縁どるように公園西側・北側・東側を流下する。その後、水田の中を東へ向かい流下し、中川の西方約200mの付近にて南東へと流路を変え流下する。この区間では松伏中学校の北東側を流下する。
- 大字田島に至った付近にて東南東へと流路を変え、中川の右岸（西側）に至る。この地点には中川への放水口が設けられている。本流は中川右岸（西側）の土手に沿い大字田島・大字松伏・大字上赤岩をおおよそ南へと流下する。この区間では大字上赤岩にて西方より松伏総合公園方面からの水路が流入する。
- 大字下赤岩を中川右岸（西側）の土手に南へと流下し、やがて西方より流下してくる大落古利根川へと至り、さらに北より流下してくる中川と直後に合流し、終点となる。
- 終点：大落古利根川および中川の合流地点

## 橋梁

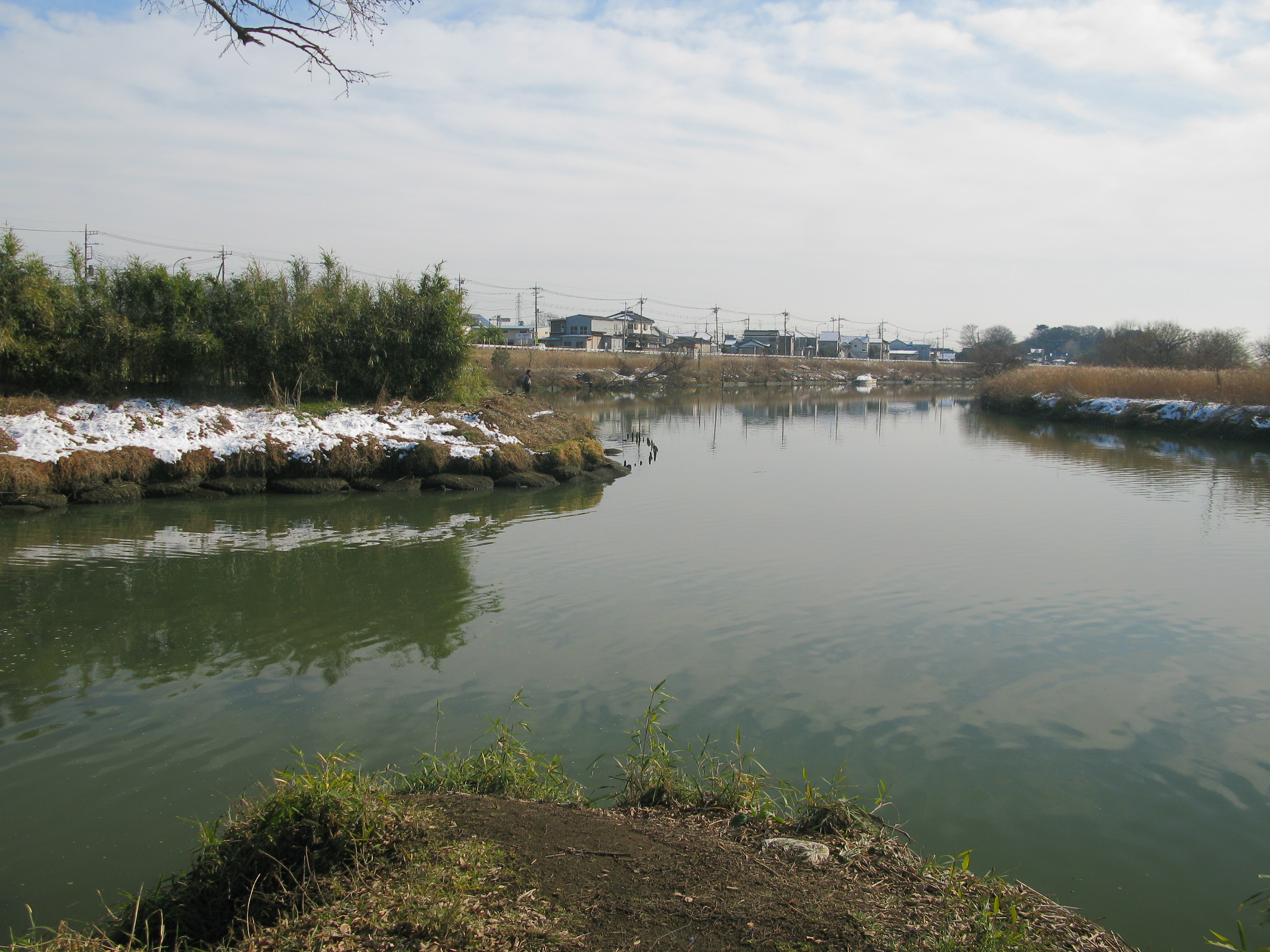
八間堀悪水路と大落古利根川の合流点

- （国道4号越谷春日部バイパス）
- （埼玉県道80号野田岩槻線）
- （埼玉県道19号越谷野田線）
- （埼玉県道378号中井松伏線）
- （埼玉県道67号葛飾吉川松伏線）

橋は数多くあるが、名前の付いた橋は少ない。

## 流域周辺の施設
- 藤の牛島駅
- 春日部市立豊野中学校
- 豊野工業団地
- 春日部市豊野環境衛生センター
- まつぶし緑の丘公園
- 松伏町立金杉小学校
- 松伏町立松伏中学校
- 東埼玉テクノポリス
- 松伏町立松伏小学校
- 埼玉県立松伏高等学校
- 松伏記念公園
- 松伏総合公園